# Valencia (Córdoba)
Valencia ist eine Gemeinde (municipio) im Departamento Córdoba in Kolumbien.

## Geographie
Valencia liegt im Westen von Córdoba auf einer Höhe von 60 m ü. NN. Das Gebiet der Gemeinde wird vom Río Sinú durchflossen. Die Gemeinde grenzt im Norden an Montería, im Osten und Süden an Tierralta und im Westen an San Pedro de Urabá, Apartadó und Turbo im Departamento de Antioquia.

## Bevölkerung
Die Gemeinde Valencia hat 46.897 Einwohner, von denen 17.060 im städtischen Teil (cabecera municipal) der Gemeinde leben (Stand: 2019).

## Geschichte
Das Gebiet der Gemeinde Valencia wurde ab dem Beginn des 20. Jahrhunderts von Montería aus besiedelt. Der Ort selbst wurde 1931 gegründet und erlangte 1960 den Status einer Gemeinde.

## Wirtschaft
Die wichtigsten Wirtschaftszweige von Valencia sind die Landwirtschaft und die Rinderproduktion. Insbesondere werden Mais, Reis, Maniok, Yams und Bananen angebaut. Zusätzlich zu Rindern werden auch Schweine, Schafe und Pferde gezüchtet.